# Karin Buchholz
Karin Buchholz (* 18. August 1942 in Berlin) ist eine deutsche Synchronsprecherin, Hörspielsprecherin, ehemalige Kinderdarstellerin, Tänzerin und Schauspielerin. Sie wohnt in Berlin. Bekannt ist sie vor allem als deutsche Feststimme von Sigourney Weaver, Jessica Lange und Helen Mirren seit Tintenherz (2008).

## Werdegang
Buchholz stand bereits im Alter von 7 Jahren beim Kinderballett des Friedrichstadtpalasts auf der Bühne. Ihre tänzerischen Fähigkeiten vertiefte sie bei der berühmten Ballettmeisterin Tatjana Gsovsky.
Später entschied sie sich für die Schauspielerei und machte ihre Ausbildung bei Tamara Stiebner und der privaten Schauspiellehrerin Else Bongers in Berlin. Es folgten Theater-Engagements z. B. am Theater am Kurfürstendamm, in Frankfurt a. Main am Hebbel-Theater, in Köln am Theater am Dom und in Kassel am Schauspielhaus. Sie unternahm auch viele Theatertourneen. Ende der 1960er spielte sie vorwiegend in Fernsehproduktionen mit.
In den 1970er Jahren kamen Synchronarbeiten hinzu. Ab 1995 synchronisierte sie regelmäßig Sigourney Weaver.
Mittlerweile ist sie in Bereichen vor allem als Sprecherin beschäftigt. So ist sie in TV, Funk und Werbung zu hören, sie spricht auch Dokumentationen, Moderationen, PC-Spiele und Hörspiele.
Karin Buchholz ist mit dem Dialogregisseur Michael Richter verheiratet und lebt in Berlin.

## Synchronarbeiten

### Filme
Neben ihren Dreharbeiten als Schauspielerin begann Buchholz Anfang der 1970er Jahre als Synchronsprecherin tätig zu werden. 1971 hörte man sie als Jennifer Cavalleri in der Bestseller-Verfilmung Love Story in den deutschen Kinosälen. Auch bekannten amerikanischen Kolleginnen wie Farrah Fawcett in Flucht ins 23. Jahrhundert (1977) lieh sie ihre Stimme, diese synchronisierte sie nochmals 1987 im Fernsehdrama Die Trennung und 1995 in der Walt-Disney-Komödie (K)ein Vater gesucht. Als Jessie Huston war sie für Sharon Stone in der Abenteuerreihe Quatermain (1985) und Quatermain 2 (1987) zu hören. 1990 sprach sie Jamie Lee Curtis im Thriller Blue Steel als Polizistin Megan Turner, doch erst seit 2003 wurde Buchholz in der Disney-Komödie Freaky Friday – Ein voll verrückter Freitag erneut für sie eingesetzt, anschließend 2004 in Verrückte Weihnachten und 2008 in Beverly Hills Chihuahua. Seit dem Historienfilm Troja (2004) wurde sie wiederkehrend für Julie Christie gebucht, so auch 2009 in dem Episodenfilm New York, I Love You und 2011 im Fantasythriller Red Riding Hood. Tilda Swinton synchronisierte Buchholz erstmals 2008 in Michael Clayton, die für ihre Darstellung als Anwältin eines skrupellosen Chemiekonzerns einen Oscar als Beste Nebendarstellerin erhielt. 2010 lieh sie Sophia Loren in dem romantischen Musical Nine ihre Stimme, Fiona Shaw in dem preisgekrönten Drama The Tree of Life (2011) und Penelope Wilton in der britischen Komödie Best Exotic Marigold Hotel (2012) sowie im 2. Teil (2015). Zuletzt hörte man sie in dem Filmmusical Mamma Mia! Here We Go Again (2018) als Synchronsprecherin für Celia Imrie in der Rolle als Vizekanzlerin.

### Zugeordnete Schauspielerinnen
Es gibt auch einige Schauspielerinnen, die in Deutschland mit Buchholz’ Stimme bekannt sind, so wird von ihr Jessica Lange seit Martin Scorseses Thriller Kap der Angst (1991) kontinuierlich synchronisiert, auch Sigourney Weaver ist dem deutschen Publikum seit 1995 Copykill mit ihrer Stimme vertraut. Bis 1994 war Sprecherin Hallgard Bruckhaus die Stimme von Sigourney Weaver, 1988 hatte Karin Buchholz ganz knapp ein Casting für den Film „Gorillas im Nebel“ an Hallgard Bruckhaus verloren. 1994 zog sich Hallgard Bruckhaus aus privaten Gründen aus dem Synchrongeschäft zurück. Die Produzenten von „Copycat“ (dt. Titel „Copykill“) erinnerten sich 1995 an Karin Buchholz – und besetzten sie für die Rolle der Psychologin Helen Hudson. Drei Jahre später sprach Karin Buchholz sie ein erstes Mal in der ikonischen Rolle der Ellen Ripley in Alien 4 – Die Wiedergeburt. Seit dem Drama The Hours – Von Ewigkeit zu Ewigkeit (2002) wird sie fast ausschließlich für Allison Janney eingesetzt und seit sie 2008 Tante Elinor in Tintenherz sprach, ist sie für Helen Mirren die deutsche Standardstimme.

### Serien
Als erste Serienhauptrolle sprach sie die Journalistin Billie Newman in Lou Grant, welche im ZDF von 1979 bis 1982 gezeigt wurde. Als VOX die restlichen Staffeln 1993–1995 ausstrahlte, konnte sie der Sender erneut für die Synchronisation gewinnen. In der ARD hörte man sie ab 1985 sechs Jahre lang als Privatdetektivin Laura Holt, gespielt von Stephanie Zimbalist, in der Vorabendserie Remington Steele.
Mit dem Erscheinen der Privatsender auf dem Markt erhöhte sich Ende der 1980er die Nachfrage an erfahrenen Synchronsprechern. Als sich Sat.1 1987 entschloss, nach fast zehn Jahren die Ausstrahlung der beliebten US-Serie Verliebt in eine Hexe fortzusetzen, wurden die noch nicht gesendeten Folgen in zwei Blöcken (1987 und 1990) neu synchronisiert und Buchholz als neue Samantha Stephens eingesetzt, die von Elizabeth Montgomery bereits 1969–1972 gespielt wurde. RTL plus gewann sie für Sledge Hammers Partnerin auf Streife, verkörpert von Anne-Marie Martin in der gleichnamigen Serie, die von 1988 bis 1989 ausgestrahlt wurde. Gleichzeitig arbeitete sie im Auftrag des ZDF an der deutschen Fassung von der Anwaltsserie Matlock als Juniorpartnerin Michelle Thomas. Später kaufte die Kirch-Gruppe die entsprechenden Senderechte und strahlte die Serie ab 1992 auf ProSieben bzw. später auf Kabel1 mit demselben deutschen Synchronteam aus.
Erst viele Jahre später verpflichtete sie sich wieder für Serienhauptrollen. Zwischen 2007 und 2010 lieh sie Cristine Rose als Angela Petrelli in der RTL-II-Mystery-Serie Heroes ihre Stimme. Von 2008 bis 2011 war sie als Pressesprecherin des Präsidenten, gespielt von Allison Janney, in der Serie The West Wing – Im Zentrum der Macht auf dem Pay-TV-Sender Fox Channel zu hören. In der auf ZDFneo ausgestrahlten Serie Huff – Reif für die Couch sprach sie 2010 die impertinente und egozentrische Mutter des gleichnamigen Psychotherapeuten. In der preisgekrönten britischen Serie Downton Abbey (2011–2016) synchronisierte sie Phyllis Logan als oberste Hausdame Mrs. Hughes.
Auch in Zeichentrickserien ist sie zu hören, so erzählte sie 2008 als Elefantendame Mirabelle in der KI.KA-Serie Mama Mirabelle's Tierkino informative Tiergeschichten und von 2010 bis 2018 vertonte sie in den ersten neun Staffeln die herrische Mutter Malory von Archer in gleichnamiger Serie, welche auf Comedy Central gesendet wird.

## Dialogbuch und -regie
Erste Erfahrungen als Dialogregisseurin sammelte sie bei den Animationsproduktionen Barbie in Der Nussknacker (2001) und der Kinderserie Emily Erdbeer (2004–2007). Ab 2002 übernahm sie die Verantwortung für die Synchronisation europäischer Produktionen, so leitete sie die Sprachaufnahmen der französischen Filme wie Straße der heimlichen Freuden (2002), Wer tötete Bambi? – Wer hat Angst vorm weißen Mann? (2003), Nächtliche Irrfahrt (2004) und dem finnischen Film Lust auf Sex (2004) auf der Grundlage ihrer selbst verfassten Dialogbücher. Des Weiteren führte sie Synchronregie bei Eiskalte Bedrohung (2004) des schwedischen Regisseurs Kjell Sundvall und bei der biographischen Verfilmung der Kinderbuchautorin Miss Potter (2006), wobei sie auch die Rolle der Mutter synchronisierte.

## Hörspiele
Für den Westdeutschen Rundfunk beteiligte sie sich hin und wieder an renommierten Produktionen wie 1986 Paris ist um die Ecke unter der Regie von Ulli Herzog, an Böhmen am Meer 1988 inszeniert von Klaus Mehrländer und 2000 an Klavierstunden unter der Leitung von Burkhard Ax.
Buchholz nahm an Hörspielproduktionen von Filmen wie Little Panda (1996) und Die drei ??? – Das Geheimnis der Geisterinsel (2007) teil. Ab 2008 begann sie vermehrt in diesem Metier zu arbeiten. So konnte sie der Produzent und Regisseur Volker Sassenberg für Auftritte in seinen Hörspielserien Abseits der Wege (Folge 4) und Gabriel Burns (Folge 29 und 30) gewinnen, sowie 2009 und 2012 für Point Whitmark (Folge 26, 35–36). In der Hörspielserie Geisterjäger John Sinclair trat sie 2014 als Madame Tanith auf. 2016 erschien ergänzend zur Alien-Filmreihe eine Hörspieladaption des Romans Alien – In den Schatten, worin sie wie in den Filmen Ellen Ripley sprach.

## Filmografie
- 1968: Die fünfte Kolonne (Fernsehserie, Folge 22 Sonnenblumenweg 7)
- 1969: Die Freier (Fernsehfilm)
- 1969: Heiße Jagd auf wilde Täubchen
- 1969: Der vierte Platz (Fernsehfilm)
- 1970: Die lieben Kinder (Fernsehfilm)
- 1970: Atemlos vor Liebe
- 1970: Die Kriminalerzählung (Fernsehserie, 12 Folgen)
- 1971: Bedenkzeit (Fernsehfilm)
- 1972: Alle reden von Liebe (Fernsehfilm)
- 1972: Kleinstadtbahnhof (Fernsehserie)
- 1973: Neues vom Kleinstadtbahnhof (Fernsehserie)
- 1975: Im Werk notiert (Fernsehserie)
- 1975: Berlin – 0:00 bis 24:00 (Fernsehserie, Folge Mit den Alten leben)
- 1977: Mr. Carlis und seine abenteuerlichen Geschichten (Fernsehserie)
- 1981: Landluft (Fernsehfilm) – Regie: Claus Peter Witt
- 1982: Unheimliche Geschichten (Fernsehserie, Folge 5) – Nur ein Tropfen Blut
- 1987: Mrs. Harris fährt nach Moskau (Fernsehfilm) – Regie: Franz Josef Gottlieb
- 2003: Unser Charly (Fernsehserie, Folge 8x05 Unter Verdacht)

## Auszeichnung
2009 wurde Buchholz mit dem Publikumspreis „Die Silhouette“ für ihre herausragende Synchronarbeit als Sprecherin von Allison Janney in der Serie The West Wing – Im Zentrum der Macht ausgezeichnet.